# Кызыл Буляк
Кызыл Буляк (баш. Ҡыҙыл Бүләк) — деревня в Бакалинском районе Республики Башкортостан Российской Федерации. Входит в состав Староматинского сельсовета. 

## География

### Географическое положение
Расстояние до:
- районного центра (Бакалы): 18 км,
- центра сельсовета (Старые Маты): 5 км,
- ближайшей ж/д. станции (Туймазы): 95 км.

## История
Название происходит по колхозу "Ҡыҙыл Бүләк" .
С 2005 современный статус.
Статус деревня, сельского населённого пункта, посёлок получил согласно Закону Республики Башкортостан от 20 июля 2005 года N 211-з «О внесении изменений в административно-территориальное устройство Республики Башкортостан в связи с образованием, объединением, упразднением и изменением статуса населенных пунктов, переносом административных центров», ст.1

6. Изменить статус следующих населенных пунктов, установив тип поселения — деревня…

7) в Бакалинском районе: 

и) поселка Кызыл Буляк Староматинского сельсовета

## Население
| 2002 | 2009 | 2010 |
| ---- | ---- | ---- |
| 25   | ↘14  | ↘12  |

Национальный состав
Согласно переписи 2002 года, преобладающие национальности — башкиры (72 %), татары (28 %).

## Известные уроженцы
- Фахретдинов Идрис Акрамович — физик, доктор физико-математических наук, (1998), профессор (1999), почәтный работник высшего профессионально образования Российской Федерации (2007).